# Platylabus baueri
Platylabus baueri là một loài tò vò trong họ Ichneumonidae.